# Giuseppe Agosti
Pour les articles homonymes, voir Agosti.
Giuseppe Agosti, né le 10 février 1715 à Belluno, en Vénétie où il meurt le 10 septembre 1786 est un prêtre jésuite italien et botaniste de renom.

## Biographie
A la fin de sa formation spirituelle et académique le père Agosti enseigne la théologie et la philosophie à Zagreb, à Belluno et à Borgo San Domenico dans la région de Parme. Lorsque la Compagnie de Jésus est supprimée par le pape Clément XIV, en 1773, il se retire auprès de sa famille à Belluno.

## Publication
Agosti fait paraître en 1770 un important ouvrage de botanique intitulé De re botanica tractatus in quo praeter generalem methodum, et historiam plantarum, eae stirpes peculiariter recensentur, quae in agro Bellunensi et Fidentino vel sponte crescunt vel arte excoluntur....